# Streč
Streč (z anglického stretch = roztahovat) je textilie se zvýšenou roztažností a pružností způsobenou určitým podílem elastických vláken nebo určitými chemikáliemi. 

## Strečové tkaniny

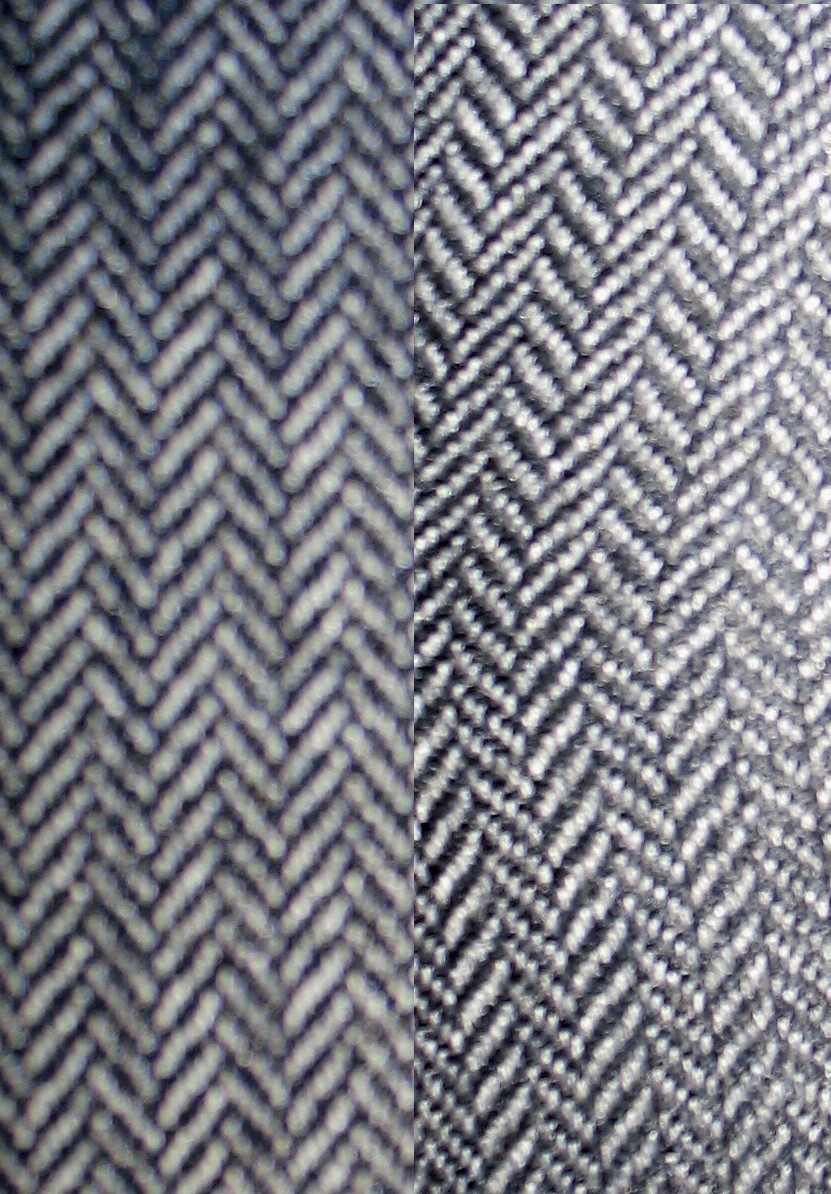
Vzorek vlněného streče, pravá polovina příčně napnutá

Strečové tkaniny se vyrábějí s elastickou osnovou nebo útkem nebo s oběma pružnými komponentami. Ve výrobcích se kombinují příze z různých materiálů s jádrovou přízí nebo s tvarovanými filamenty s celkovým obsahem 2-5 % elastických vláken. 
Vlněné strečové tkaniny se dají vyrábět 
- technologií Pantaski, podle které se při zhotovení vlněné tkaniny zatkává pomocná osnova z bavlny nebo viskózy. Pomocná osnova se potom odstraní (např. kyselinou sírovou) a na základní tkanině vznikne v podélném směru strečový efekt.
- vlněná tkanina se roztahuje v příčném směru (po útku) na napínací rámu (na 8-10 %) a fixuje.

(Vlněný streč na vedlejším snímku je na levé straně volně položen, na pravé straně je roztažen v příčném směru)
- působením ethylenglykolu se dá dosáhnout až 15 % elasticity tkaniny

### Použití
Oděvy na volný čas,  speciální pracovní oděvy 

## Strečové pleteniny
se zhotovují nejčastěji s podílem 10-15 % tvarovaných filamentů v zátažné pletenině. 

### Použití
spodní prádlo, punčochy, ponožky, sportovní oděvy,  medicínské textilie 